# 狛江市
狛江市（日语：／ Komae shi */?）為位于東京都多摩地區東南端的城市。市區面積僅6.39平方公里，為東京都內面積最小的城市，也是全日本面積第二小的城市（僅次于埼玉縣蕨市）。總人口82,749人（2023年1月1日）。而其人口密度卻高達每平方公里12,950人，位居全日本第三。
往東京都特別區部的通勤率達47.6%（平成22年國勢調査）。

## 地理
位於多摩川中游左岸。市域北端為國分寺崖線與野川，南端為多摩川。地形由北向南緩緩傾斜，標高約20〜30公尺之間。
本市東臨世田谷區，北、西接調布市，南接神奈川縣川崎市（多摩區）。

### 河川
- 多摩川 - 本市的代表河川。市內流路呈現逆S字型。
- 野川（日语：野川 (東京都)） - 流經國分寺崖線一帶。1960年代為因應水患，與入間川（日语：入間川 (多摩川水系)）進行改道。舊流路改建為野川綠地公園。
- 根川（ねがわ） - 多摩川住宅外緣，注入多摩川。
- 六鄉用水（日语：六郷用水） - 在多摩川住宅東南部附近引進多摩川水源，延伸至大田區的水道。1960年代填埋，上方為道路，下方為下水道。

## 資料

### 面積
本市面積6.39平方公里，是東京都最小的市，在日本全國僅次於蕨市。

### 人口
| 狛江市人口分布圖 |                                               |  |
| 狛江市與日本全國年齡別人口分布比較圖 （2005年資料） | 狛江市的年齡、男女別人口分布圖 （2005年資料） |  |
| ■紫色是狛江市 ■綠色是全国 | ■藍色是男性 ■紅色是女性                       |  |
| 狛江市人口變化 \| 1970年 \| 60,297人 \| \| \| 1975年 \| 70,043人 \| \| \| 1980年 \| 70,836人 \| \| \| 1985年 \| 73,784人 \| \| \| 1990年 \| 74,189人 \| \| \| 1995年 \| 74,656人 \| \| \| 2000年 \| 75,711人 \| \| \| 2005年 \| 78,319人 \| \| \| 2010年 \| 78,751人 \| \| \| 2015年 \| 80,249人 \| \| \| 2020年 \| 84,772人 \| \| |                                               |  |
| 資料來源：日本總務省統計中心提供之人口普查數據 |                                               |  |
| 1970年 | 60,297人                                      |  |
| 1975年 | 70,043人                                      |  |
| 1980年 | 70,836人                                      |  |
| 1985年 | 73,784人                                      |  |
| 1990年 | 74,189人                                      |  |
| 1995年 | 74,656人                                      |  |
| 2000年 | 75,711人                                      |  |
| 2005年 | 78,319人                                      |  |
| 2010年 | 78,751人                                      |  |
| 2015年 | 80,249人                                      |  |
| 2020年 | 84,772人                                      |  |

- 變化

1930年代以前，此地僅是郊外的農村，人口約3、4千人左右，太平洋戰爭後增加至9千人。1960～1970年代，人口快速增長、都市化。
- 人口數量變化
  - 1萬 - 1949年
  - 2萬 - 1960年
  - 3萬 - 1964年
  - 4萬 - 1967年
  - 5萬 - 1969年
  - 6萬 - 1972年
  - 7萬 - 1984年

### 日夜間人口
2005年夜間人口（居住者）有78,314人，日間活動人口合計約57,386人，僅夜間人口的0.733倍。市內往市外的通勤者達25,926人，市外往市內的通勤者僅8,260人。市外往市內的通學生有921人，而市內往市外的通學生則有4,183人。

### 人口密度
人口密度在都內市區町村中排名17〜19位，都內的市中僅次於武藏野市。全國市町村中排名第三。
- 人口密度の順位

1. 蕨市 - 13,727人/km²
2. 武藏野市 - 12,817人/km²
3. 狛江市 - 12,256人/km²
4. 西東京市 - 11,971人/km²
5. 大阪市 - 11,836人/km²

2005年10月資料。

## 歷史

### 年表
- 1889年 - 町村制施行，駒井村、和泉村、豬方村、岩戶村、小足立村、覺東村合併成立狛江村。
- 1893年 - 由神奈川縣改劃入東京府。
- 1912年 - 府縣境依多摩川重新劃定。本村位於多摩川對岸的飛地劃入神奈川縣橘樹郡稻田村（日语：稲田町 (神奈川県)）（現川崎市多摩區和泉（日语：和泉 (川崎市)））[2]。該村大字宿河原的飛地則編入本村。
- 1926年 - 小田急小田原線開通。
- 1952年11月10日 - 町制施行。為狛江町。
- 1970年10月1日 - 市制施行。為狛江市。
- 1974年9月1日 - 因暴雨，多摩川上游水壩洩洪造成堤防潰堤。
- 1989年7月 - 喜多見站〜和泉多摩川站間的複複線立體交差工程動工。
- 1997年6月 - 小田急線於狛江市內的立體交差化工程完工。
- 2009年10月 - 加盟和平市長會議（日语：平和市長会議）。

## 自治體交流
- 新潟縣北魚沼郡川口町（現長岡市）

1987年7月25日成為「故鄉友好都市」（ふるさと友好都市。市民祭設有川口町的攤位。
- 東京都八丈町 - 商工會女性部交流。同樣也參加市民祭。
- 山梨縣北都留郡小菅村 - 多摩川源頭，因多摩川木筏賽開始交流。
- 福島縣南會津郡田島町（日语：田島町 (福島県)）（現南會津町） - 商工會交流。參加市民祭。

## 市政

### 市長
- 高橋都彥（日语：高橋都彦）（任期：2016年7月6日-2018年6月4日）

歷代市長
- 2012年 高橋都彥
- 2008年 矢野裕（日语：矢野裕）
- 2004年 矢野裕
- 2000年 矢野裕
- 1996年 矢野裕
- 1992年 石井三雄（日语：石井三雄）
- 1988年 石井三雄
- 1984年 石井三雄
- 1980年 吉岡金四郎
- 1976年 吉岡金四郎
- 1972年 吉岡金四郎

### 市議會
- 席次22名，現名21人。
- 2011年4月24日選出，補選於2012年6月24日舉行（任期至2015年4月30日）。
- 黨派（2013年12月11日）
  - （執政黨）自由民主黨明政俱樂部 - 6人
  - （在野黨）日本共產黨狛江市議團 - 5人
  - （執政黨）狛江市議会公明黨 - 4人
  - （執政黨）民主黨狛江市議會 - 2人
  - 無黨派 - 4人（其中生活者網路（日语：東京・生活者ネットワーク）1名、社民1人）

## 國政、都政
- 國政 : 日本眾議院選舉屬東京都第22區。
  - 2014年12月（第47回日本眾議院議員總選舉）
    - 伊藤達也（自民）

- 都政 : 與調布市同屬北多摩3區。席次2名。
  - 2013年6月
    - 栗山欽行（自民）
    - 尾崎大介（民主）

## 地域
舊狛江村由和泉、覺東、小足立、岩戶、豬方、駒井等6村合併而成。舊村名則繼續沿用成為町名。

### 中央、西部（和泉地區）
和泉地區是市內最大的地區。
- 和泉本町（日语：和泉本町）（いずみほんちょう）
  - 市中央。舊和泉地區狛江通以北的區域。市役所、狛江郵便局（日语：狛江郵便局）、狛江消防署、慈惠第三醫院所在地。
- 中和泉（なかいずみ）
  - 六郷櫻花通以北與狛江通以南的區域。小田急巴士營業所所在地。
- 元和泉（もといずみ）
  - 市西部，鄰多摩川。六郷櫻花通以南，小田急線、世田谷通り以北的區域。主要設施有狛江站北口、西河原公園、都立狛江高校。
- 東和泉（日语：東和泉 (狛江市)）（ひがしいずみ）
  - 舊和泉地區的小田急線、世田谷通以南區域。主要設施有狛江站南口、和泉多摩川站。町內商店眾多。
- 西和泉（にしいずみ）
  - 市西部。相當於多摩川住宅的狛江市部分。市內最小的町。

### 北部
- 西野川（日语：西野川 (狛江市)）（にしのがわ）、東野川（ひがしのがわ）
  - 市北部，鄰野川。原為覺東（がくとう）、小足立（こあだち）地區，但因兩地區分界雜亂，住居表示時改為「野川」，並以松原通為界分為東西兩區。

### 東部
- 岩戶北（いわどきた）、岩戶南（いわどみなみ）
  - 舊岩戶地區，實施住居表示時以世田谷通為界分為南北兩區。東臨世田谷區喜多見。喜多見站西側為岩戶北。

### 南部
- 豬方（いのがた）
  - 市南部、鄰多摩川。

- 駒井町（こまいまち）
  - 市東南部、鄰多摩川。由於駒井發音接近「狛江」，因此在實施住居表示時加上「町」字。三丁目多摩川旁原名「宿河原（しゅくがわら）」，源自於對岸的宿河原（日语：宿河原）。

### 字名、舊地名
- 駄倉（だぐら） - 銀杏通（いちょう通り）南側區域。駄倉保育園。
- 松原（まつばら） - 狛江通與松原通交差點附近。現為巴士站、交差點名。
- 御台橋（ごだいばし） - 松原通與舊野川交差點附近。源自野川的橋名。現為巴士站名。
- 田中橋（たなかばし） - 松原通與六鄉櫻花通交差點附近。源自六鄉用水的橋名。
- 一之橋、二之橋（いちのはし、にのはし） - 世田谷通的岩戶附近。源自六鄉用水的橋名。西為一之橋、東為二之橋。現為巴士站名。
- 銀行町（ぎんこまち） - 狛江三叉路附近。「銀行町兒童遊園」因道路拓寬而拆除。此地也稱「狛江銀座」。
- 千町耕地（せんちょうこうち） - 多摩川住宅一帶。以前為耕作地。
- 半繩（は半なわ，んなわ） - 豬方西側。

## 產業
主要事業所
- 京瓷晶體元件（日语：京セラクリスタルデバイス）
- 蘋果公司
- 財團法人電力中央研究所（日语：電力中央研究所）（CRIEPI） - 負責日本發電技術開發的智庫兼研究機構。
- 東京電線工業 - 電子機器相關配線材料製造。

## 交通

### 鐵路
小田急電鐵
- 小田原線：喜多見站 - 狛江站 - 和泉多摩川站

市北部也可利用調布市內的京王線仙川站、杜鵑丘站、柴崎站、國領站。

### 道路
- 世田谷通
都道3號（日语：東京都道・神奈川県道3号世田谷町田線）。東西穿越市內中心。
- 狛江通
都道11號（日语：東京都道11号大田調布線）的一部分。連接世田谷通的「狛江三叉路」與舊甲州街道。營業所旁有市內唯一步道橋。
- 松原通
都道114號（日语：東京都道114号武蔵野狛江線）的一部分。南北幹線，可前往仙川站。
- 一中通、公園通
狛江通北側的平行道路。一中通位於松原通南側，公園通位於北側。沿線有電力中央研究所（日语：電力中央研究所）、一中、市民運動場、狛江消防署、狛江郵便局、Unidy（ユニディ）、市民體育館等設施。
- 六鄉櫻花通（六郷さくら通り）
狛江站北口往西至多摩川的道路。原為「六鄉用水」。過去稱「福祉會館通」，在會館更名為「Aitopia Center」（あいとぴあセンター）後改稱現名。
- 銀杏通（いちょう通り）
狛江站北口往東至世田谷通新一之橋交差點。與六鄉櫻花通同樣是填埋六鄉用水後開闢的道路。狛江通的繞道。
- 品川道（しながわみち）
狛江通與六鄉櫻花通之間的道路。過去是府中大國魂神社至品川的古道。
- 水道道路
豬方西北端往東，經世田谷區喜多見，至宇奈根的道路。原為農田的水道管路。
- 豬駒通
市南部的道路。過去曾是多摩川堤防的所在位置。
- 計畫中的道路
  - 外環道 - 計畫地下通過國分寺崖線與野川之間。

### 巴士
可搭乘小田急巴士與京王巴士。2008年11月24日起，委託小田急巴士營運社區巴士「狛巴士」（こまバス）。

### 計程車
本是原為Eastern Motors的營業區域。法規鬆綁後，業務縮減的事業縮小Eastern Motors將狛江地區及大田區蒲田的營業所賣給Green Cab，從此成為Green Cab的營業區域。

## 警察
本市由警視廳調布警察署管轄。該署位於調布市國領町。
交番
- 狛江交番
- 和泉多摩川交番
- 岩戶交番
- 小覺交番
- 中和泉交番
- 豬方交番

## 學校

### 小學校
- 狛江市立狛江第一小學校（1872年9月 - ）：學區為市內中央地區。
- 狛江市立狛江第三小學校（1957年10月 - ）：學區大略是世田谷通與水道道路之間的區域。
- 狛江市立狛江第五小學校（1968年4月 - ）：學區為市內北東部。
- 狛江市立狛江第六小學校（1971年4月 - ）：學區大略是水道道路以南區域。
- 狛江市立和泉小學校（2001年4月 - ）：學區為市內西南部。
- 狛江市立綠野小學校（2005年4月 - ）：學區為市內西北部。

### 中學校
- 狛江市立狛江第一中學校（1947年4月 - ）：學區為市內中央地區。
- 狛江市立狛江第二中學校（1967年4月 - ）：主要以三小與六小學生為主。
- 狛江市立狛江第三中學校（1973年4月 - ）：主要以和泉小學生為主。學區為市內西部。
- 狛江市立狛江第四中學校（日语：狛江市立狛江第四中学校）（1980年4月 - ）：學區為市內北部。

### 高等學校
- 東京都立狛江高等學校（日语：東京都立狛江高等学校）（1973年9月 - ）：近和泉多摩川站。

### 大學
- 東京慈惠會醫科大學：醫學部國領校區位於調布市，設有附屬醫院。

## 社會教育
圖書館
- 中央圖書館 : 1977年11月開館。

劇場、展演廳
- ECORMA HALL（エコルマホール）
狛江站北口「ECORMA」內。1995年開館。

體育設施
- 市立
  - 市民總合體育館、市民泳池 - 市西部。
  - 市民運動場 - 一中旁。
  - 市民網球場、市民接觸廣場 - 狛江高校北方。
  - 多摩川綠地公園運動場 - 多摩川河川地的棒球場地。
  - 西和泉體育設施 - 已閉校的四小校園與體育館。

## 政府設施
國家設施
- 愛光女子學園 - 女子少年院。法務省矯正設施。
- 防衛省運動中心 - 防衛省職員的休閒設施。

都設施
- 東京都大氣汚染測定室 - 伊豆美神社附近。

其他
- 輸電線路 - 從西北往東南貫穿市內的JR東日本輸電線路，起於新潟縣小千谷市的發電所，終至橫濱市鶴見區的變電所。總長約300公里。

## 神社、佛寺

### 神社
- 伊豆美神社（いずみじんじゃ） - 和泉鎮守
- 小足立八幡神社 - 小足立鎮守
- 子之權現三島神社（ねのごんげんみしまじんじゃ） - 覺東鎮守
- 岩戶八幡神社 - 岩戶鎮守
- 白幡菅原神社 - 豬方鎮守
- 日枝神社 - 駒井鎮守
  - 宿河原地區原是多摩川對岸神社的氏子，後改為日枝神社氏子。

### 佛寺
- 泉龍寺（せんりゅうじ） - 狛江站前。
- 玉泉寺（ぎょくせんじ） - 和泉多摩川站前。
- 慶岸寺（けいがんじ） - 市區界狛江側。
- 慶元寺（けいげんじ） - 市區界喜多見側。原為江戶氏氏寺，鎌倉時代建於江戶城內，室町時代移至現址。

## 活動
- 多摩川木筏賽（多摩川いかだレース） - 1991年起每年7月中旬舉行。
- 狛江市花火大會 - 1922年左右起於每年7月下旬〜8月上旬舉行，2004年因財政困難停止。2010年，為紀念市制施行40周年，舉行「音樂與花火的祭典」[3]。
- 市民祭 - 1977年起於每年11月中旬舉行。
- 鬼燈市（ほおずき市）
- 狛江淘氣驛傳（狛江わんぱく駅伝） - 狛江青年會議所主辦。

## 知名出身人士
- 春野壽美禮 - 原寶塚歌劇團花組主演男役。
- 荒木貞夫 - 前陸軍大將，二次大戰戰後被判為甲級戰犯。

## 車牌號碼
狛江市屬於多摩號碼（多摩自動車檢查登錄事務所）。
多摩號碼區域
- 立川市、武藏野市、三鷹市、府中市、昭島市、調布市、町田市、小金井市、小平市、東村山市、國分寺市、國立市、狛江市、東大和市、清瀨市、東久留米市、武藏村山市、多摩市、稻城市、西東京市。

## 外部連結
- 狛江市網站 （页面存档备份，存于）（日語）